# Trianon
Pour les articles homonymes, voir Trianon (homonymie).

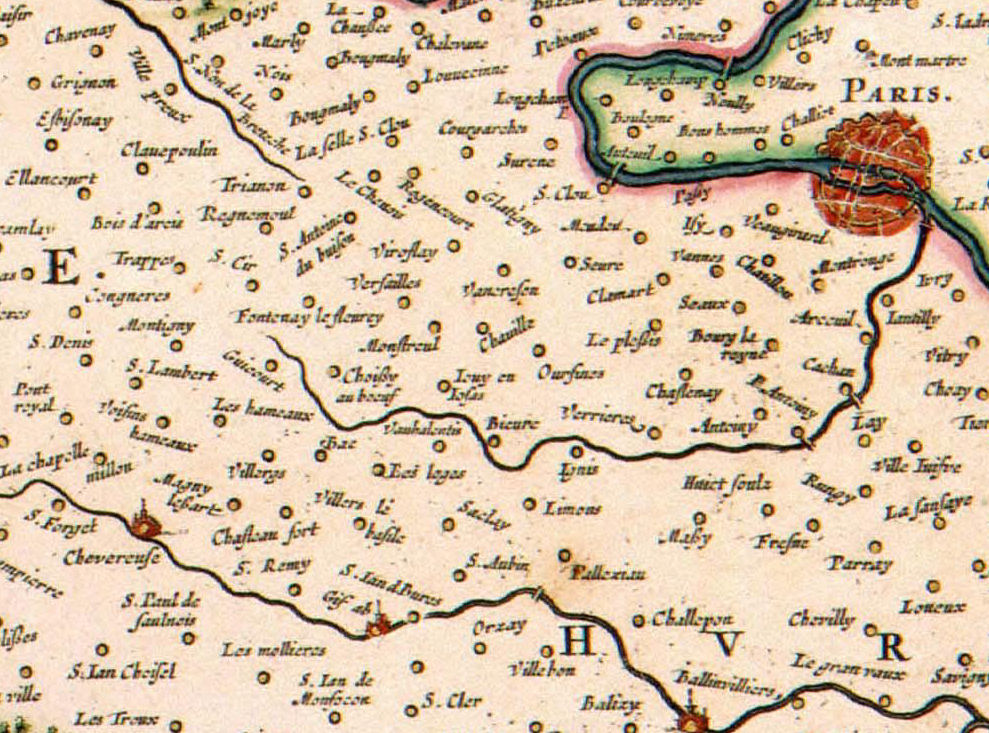
Carte de l'ouest de Paris en 1635.
On peut apercevoir le village de Trianon, au nord-ouest de Versailles et de Saint-Antoine du Buisson.

Trianon était un village situé près de Versailles, disparu en 1668 pour être intégré au parc de Versailles et sur le territoire duquel ont été bâtis le Grand et le Petit Trianon.

## Histoire

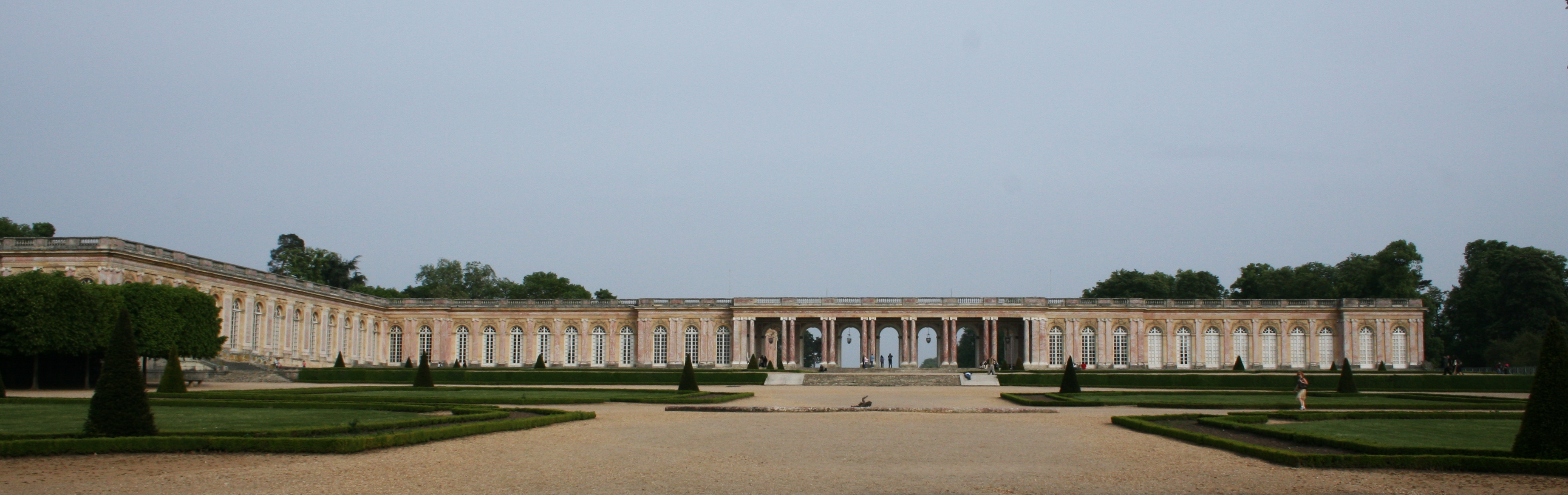
Grand Trianon.

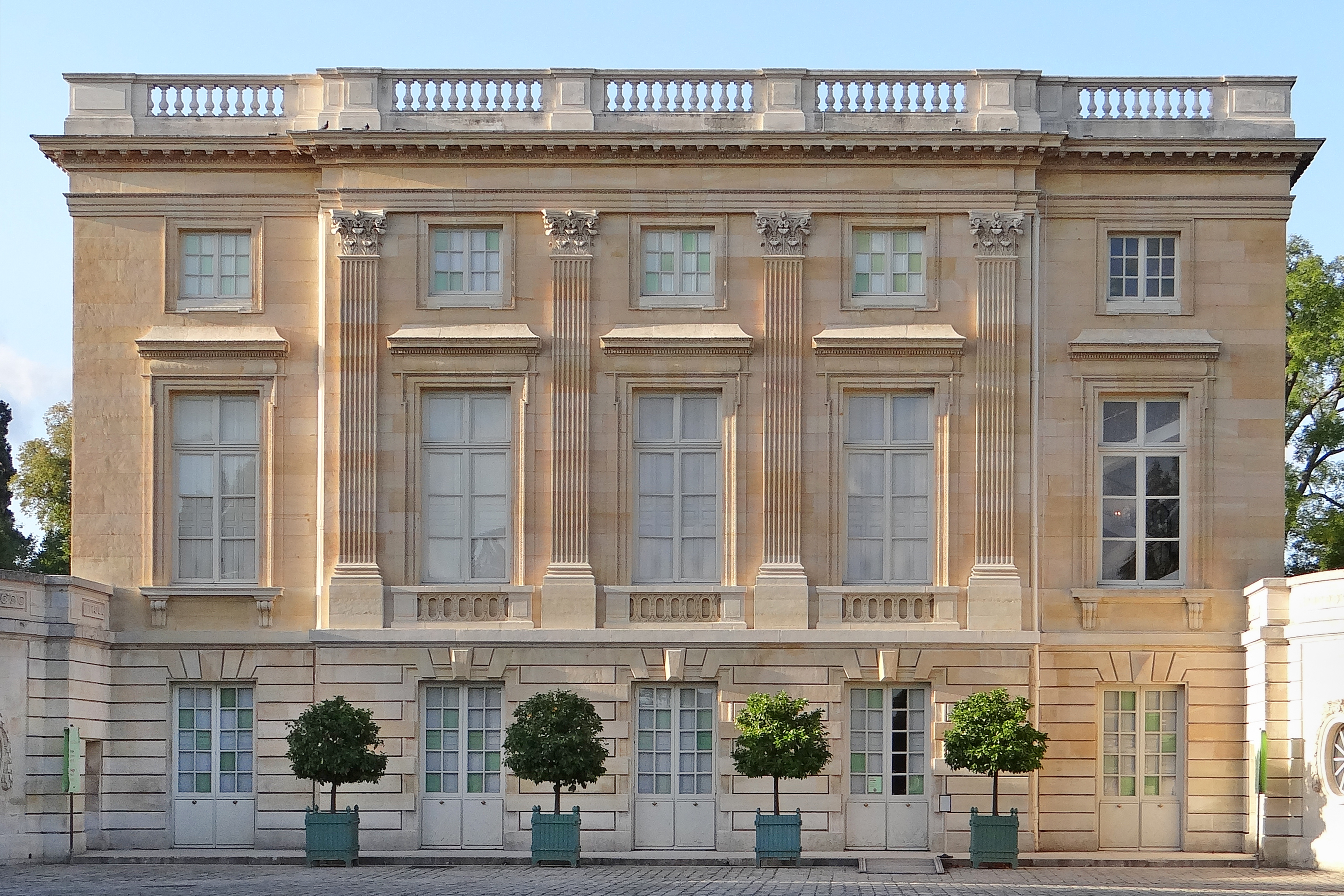
Petit Trianon.

Trianon est désigné dans une bulle du pape Alexandre III en 1163 sous le nom de Triarnum, dont l'origine marque probablement la jonction de trois domaines avec le sens du latin Trifinium.
Jusqu'au XIIe siècle, le village dépendait du diocèse de Chartres mais fut vendu par les seigneurs de Versailles en 1225 à l'abbaye Sainte-Geneviève de Paris. La dîme était versée au village, aujourd'hui lui aussi disparu, de Choisy-aux-Bœufs, situé non loin de là. L'église de Trianon, dédiée à Notre-Dame (Divæ Mariæ de Trienno,), n'était qu'une simple annexe de cette paroisse. Cependant, en 1258, un sergent de Saint Louis, Nicolas de Choisy, fit don au curé d'une rente de quarante livres qu'il avait lui-même perçue du Roi, afin d'aider à la division de la paroisse de Choisy et Trianon. Quelque cinq siècles plus tard, c'est d'ailleurs en hommage au même Saint Louis que Louis XV fit exécuter la toile qui orne la chapelle du Petit Trianon.
La seigneurie de Trianon releva ensuite de la famille de Montholon.
Le premier parc attenant au nouveau château de Louis XIII à Versailles fut ébauché en 1627, alors que Louis XIV avait pour dessein de créer un véritable domaine royal pour ses chasses. Mais l'arpentage laissait en dehors les terres de Trianon — à l'exception de quelques arpents vendus  au Roi en 1632 par les époux Jean Martin et Marguerite Le Brun, importants censitaires versaillais —, seul le chemin venant de Versailles était détourné, compliquant la vie quotidienne des habitants. Lors d'une nouvelle phase d'agrandissement vers 1640, l'emprise s'étendit au-delà du diocèse de Versailles pour empiéter sur celui de Chartres, à la limite des prés de Trianon et du « pont des Meuniers ».
Dès 1660, Louis XIV envisagea de créer le Grand parc en annexant les terres entre les bourgs de Versailles et Choisy-aux-Bœufs et les hameaux de Satory et Trianon. Ce premier projet écarta les prés de Trianon, trop plats et découverts ; un mur d'enceinte fut élevé qui laissait le village à l'extérieur. Dès septembre 1662, par une nouvelle extension, on décidait d'enclore une partie du territoire de Saint-Antoine-du-Buisson et l'intégralité de celui de Trianon.
Entre 1662 et 1665, désireux de créer un lieu réservé à sa détente et à ses plaisirs, le Roi acheta le village alors situé au nord-ouest du domaine royal du château de Versailles. Une certaine Élizabeth Mareschal, veuve Charles Longuet, perçut 42 000 livres pour ses maisons et terres de Trianon. Les héritiers de Jacques Lemaire, qui avait déjà vendu des parcelles à Louis XIII, cédèrent une grosse maison du hameau. L'abbé et les religieuses de Sainte-Geneviève-au-Mont reçurent en échange de 107 arpents 29 perches un peu plus de 31 585 livres ainsi qu'un dédommagement de 1 749 livres pour la perte de terres labourables depuis l'édification d'une enceinte en 1663.
En 1668, le village fut rasé et les terres du cimetière furent transférées dans celui de Choisy-aux-Bœufs en 1670. Outre la disparition du hameau, l'extension du parc bouleversait l'économie locale : les censitaires étaient expulsés, les seigneurs locaux perdaient les bénéfices de leurs terres et l'évêché de Chartres était dépossédé de ses droits.
Louis XIV fit bâtir, entre 1670 et 1672, un château de fantaisie, le Trianon de porcelaine, sur l'emplacement de l'église et des maisons de Trianon.
De ce nom dérivent ceux des autres palais qui furent construits à proximité :
- Grand Trianon (ou « Trianon de marbre »), construit à la place du Trianon de porcelaine ;
- Petit Trianon construit par Louis XV, que Louis XVI offrit ensuite à Marie Antoinette.